# 托斯 (朗德省)
托斯（法語：Tosse，法語發音：[tɔs]）是法国朗德省的一个市镇，位于该省西南部，属于达克斯区。

## 地理
托斯（43°41'21"N, 1°19'59"W）面积17.94 平方千米，位于法国新阿基坦大区朗德省，该省份为法国西南部沿海省份，是法國本土面积第二大的省，北起吉倫特省，西临大西洋，南至大西洋比利牛斯省，东临热尔省，东北与洛特-加龍省接壤。
与托斯接壤的市镇（或旧市镇、城区）包括：圣茹尔德马雷讷、圣樊尚德蒂罗斯、索比永、塞尼奥斯、苏斯通。

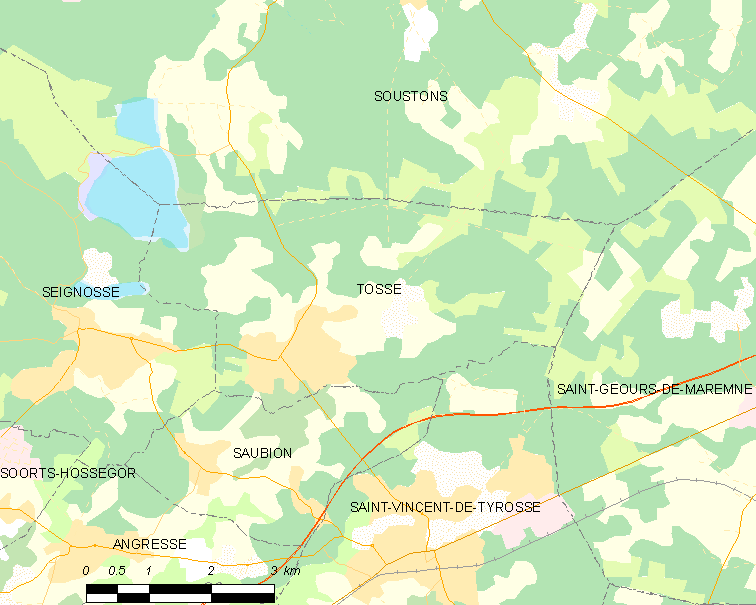
的OSM定位图

托斯的时区为UTC+01:00、UTC+02:00（夏令时）。

## 行政
托斯的邮政编码为40230，INSEE市镇编码为40317。

## 政治
托斯所属的省级选区为马朗桑南县。

## 人口

1962-2008年间人口变化图示

托斯于2022年1月1日时的人口数量为3455人。

## 交通
朗德省省道D112线、D133线、D432线和D652线经过境内。